# Piet Salomons
Pieter Johannes Alexander (Piet) Salomons (Batavia, 14 juli 1924 - Schiedam, 8 oktober 1948) was een Nederlandse waterpolospeler.
Piet Salomons nam als waterpoloër deel aan de Olympische Spelen van 1948. Hij eindigde hiermee met het Nederlands team op een derde plaats. Hij speelde tijdens het toernooi twee wedstrijden als keeper.
Een paar maanden na de Olympische Spelen pleegde hij zelfmoord door voor een trein te springen. Hij werd begraven op Begraafplaats Zorgvlied in Amsterdam. Het graf is in 2009 geruimd.
Cor Braasem · 
Joop Cabout · 
Ruud van Feggelen · 
Henny Keetelaar · 
Nijs Korevaar · 
Joop Rohner · 
Frits Ruimschotel · 
Piet Salomons · 
Frits Smol · 
Hans Stam